# Eulerjevo število
Za število e, ki se lahko tudi imenuje Eulerjevo število, glej članek: e (matematična konstanta)
Eulerjeva števíla [òjlerjeva ~] so v matematiki členi zaporedja En celih števil, razvitega s Taylorjevo vrsto: 
{\displaystyle {\frac {1}{\operatorname {ch} \,t}}={\frac {2}{e^{t}+e^{-t}}}=\sum _{n=0}^{\infty }E_{n}{\frac {t^{n}}{n!}}\!\,,}
kjer je {\displaystyle \operatorname {ch} \,t} hiperbolični kosinus, oziroma z:
{\displaystyle E_{n}=2^{n}E_{n}\left({1 \over 2}\right)\!\,,}
kjer je {\displaystyle E_{n}(x)} Eulerjev polinom, ali z:
{\displaystyle 1-{1 \over 3^{2i+1}}+{1 \over 5^{2i+1}}-{1 \over 7^{2i+1}}+\ldots \pm {1 \over (2n-1)^{2i+1}}\pm \ldots ={\pi ^{2i+1} \over 2^{2i+2}(2i)!}E_{i}\!\,.}
Prva Eulerjeva števila so (OEIS A000364):
{\displaystyle E_{0}=1\!\,,}
{\displaystyle E_{1}={}_{0}\!E_{1}=1\!\,,}
{\displaystyle E_{2}={}_{0}\!E_{2}=5\!\,,}
{\displaystyle E_{3}={}_{0}\!E_{3}=61\!\,,}
{\displaystyle E_{4}=1385=5\cdot 277\!\,,}
{\displaystyle E_{5}=50521=19\cdot 2659\!\,,}
{\displaystyle E_{6}=270276=5\cdot 13\cdot 43\cdot 967\!\,,}
{\displaystyle E_{7}=199360981=47\cdot 4241723\!\,,}
{\displaystyle E_{8}=19391512145=5\cdot 17\cdot 228135437\!\,,}
{\displaystyle E_{9}=2404879675441=79\cdot 349\cdot 87224971\!\,,}
{\displaystyle E_{10}=370371188237525=5^{2}\cdot 41737\cdot 354957173\!\,,}
{\displaystyle E_{11}=693488743393137901=31\cdot 1567103\cdot 1427513357\!\,,}
{\displaystyle E_{12}=15514534163557086905=5\cdot 13\cdot 2137\cdot 11169168974160\!\,,}
{\displaystyle E_{13}=4087072509293123892361=67\cdot 6100108222825558048\!\,,}
{\displaystyle E_{14}=1252256941403629865468285=5\cdot 19\cdot 29\cdot 71\cdot 30211\cdot 2717447\cdot 77980901\!\,,}
{\displaystyle E_{15}=441543893249023104553682821=15669721\cdot 2817815921859892110\!\,,}
{\displaystyle E_{16}=1775193915795399289436664789665=5\cdot 17\cdot 930157\cdot 427377921\cdot 52536026741617\!\,,}
{\displaystyle E_{17}=80723299235887898062168247453281=4153\cdot 8429689\cdot 2305820097576334676593\!\,,}
{\displaystyle {\begin{aligned}E_{18}&=41222060339517702122347079671259045\\&=5\cdot 13\cdot 37\cdot 9257\cdot 73026287\cdot 25355088490684770871\!\,,\end{aligned}}}
{\displaystyle E_{19}={}_{0}\!E_{4}=23489580527043108252017828576198947741\!\,,}
{\displaystyle {\begin{aligned}E_{20}&=14851150718114980017877156781405826684425\\&=5^{2}\cdot 41\cdot 763601\cdot 52778129\cdot 359513962188687126618793\!\,,\end{aligned}}}
{\displaystyle {\begin{aligned}E_{21}&=10364622733519612119397957304745185976310201\\&=137\cdot 5563\cdot 13599529127564174819549339030619651971\!\,.\end{aligned}}}
Nekateri avtorji štejejo tudi lihe indekse, ki so vsi enaki nič, sodi pa izmenično pozitivni ali negativni. Tukaj smo šteli samo sode in prikazali tudi tistih nekaj Eulerjevih števil, ki so praštevila 0Em.
Eulerjeva števila se pojavljajo v Eulerjevih polinomih, v razvoju Taylorjevih vrst za trigonometrično funkcijo sekans, hiperbolični sekans in v kombinatoriki.